# كريستوفر سميث (لاعب كرة قدم كندية)
كريستوفر سميث هو لاعب كرة قدم كندية كندي، ولد في 31 يناير 1988 في تورونتو في كندا.

## وصلات خارجية
- كريستوفر سميث على موقع JustSportsStats.com (الإنجليزية)